# Neuroporo

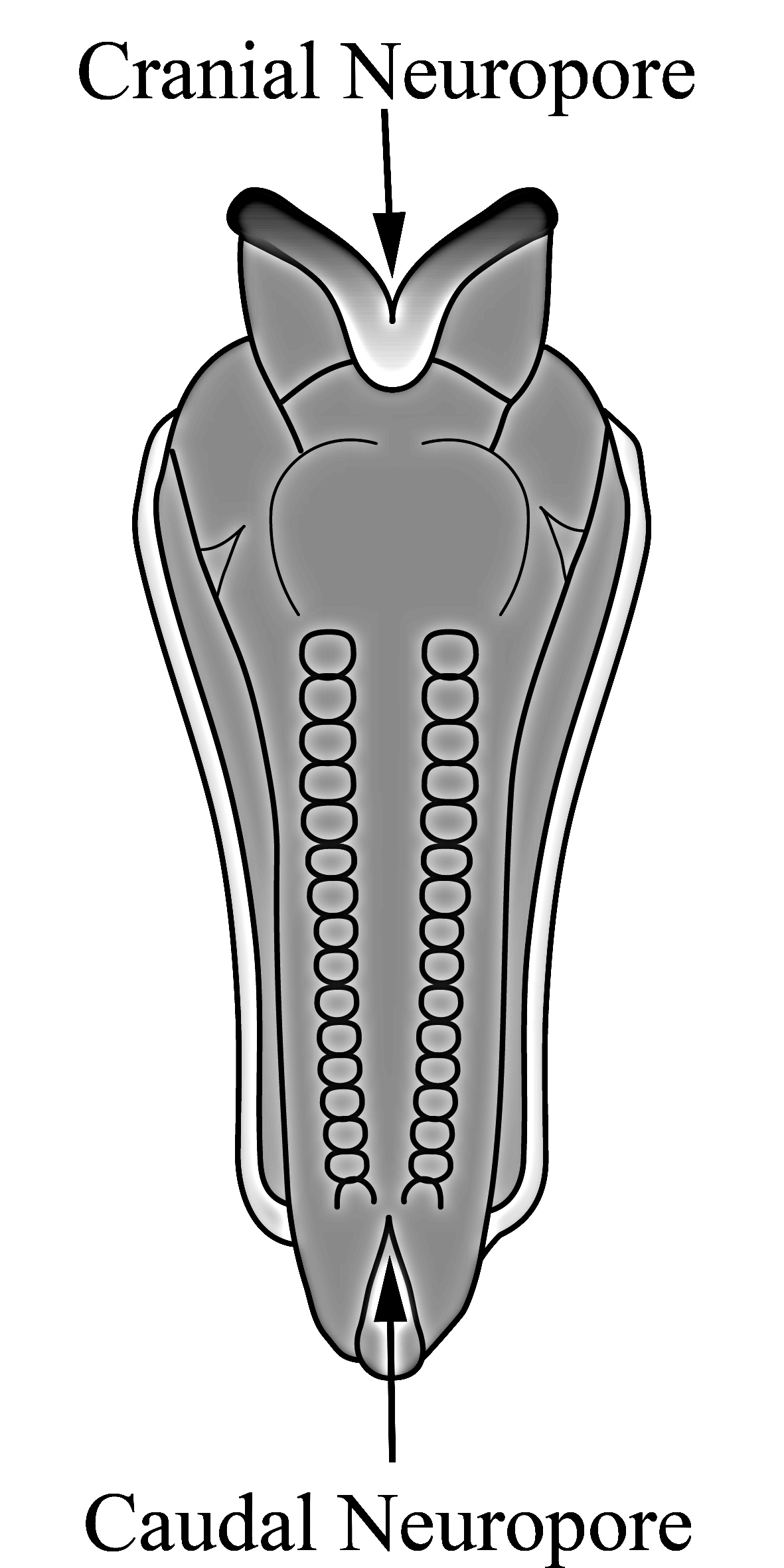
Neuropori, estremità formatesi dal primitivo tubo neurale a seguito della sua chiusura a partire dalla regione centrale

Il neuroporo si presenta durante la neurulazione ed è definito come quell'apertura del tubo neurale in via di formazione che permette al lume del tubo stesso di comunicare con l'esterno della gastrula. È fondamentale precisare che il neuroporo ha carattere esclusivamente temporaneo, al termine della neurulazione viene obliterato. Si distinguono:
- Neuroporo anteriore: è il neuroporo localizzato in posizione cefalica;
- Neuroporo posteriore: è il neuroporo localizzato in posizione caudale.

Dopo la chiusura, l'estremità craniale del tubo neurale si sviluppa nel cervello primitivo che può essere diviso in quattro regioni distinte:
- prosencefalo
- mesencefalo
- romboencefalo e cervelletto
- midollo spinale.

La chiusura completa dei neuropori nell'embrione umano avverrà all'incirca al 28º giorno.

## Malattie derivate dai difetti del tubo neurale

### Anencefalia
Si verifica quando il neuroporo craniale non forma un tubo completo, dunque gli sviluppi rostrali del sistema nervoso non si verificano e l'embrione nascerà senza encefalo. 

### Spina bifida
Si verifica quando il neuroporo caudale non si chiude completamente.